# Marcel Thum
Marcel Thum (* 12. Juni 1965 in München) ist ein deutscher Volkswirt, Professor für Volkswirtschaftslehre an der Technischen Universität Dresden und Direktor des ifo Instituts in Dresden.

## Leben
Thum studierte von 1985 bis 1990 Volkswirtschaftslehre an der Ludwig-Maximilians-Universität München und schloss das Studium als Diplom-Volkswirt ab. Anschließend war er dort am Lehrstuhl für Nationalökonomie und Finanzwissenschaft als Wissenschaftlicher Mitarbeiter tätig und wurde 1995 promoviert. Nach einem kurzen Aufenthalt als John Foster Dulles Visiting Lecturer an der Woodrow Wilson School der Princeton University kehrte er nach München zurück und war dort bis zu seiner Habilitation 2001 Wissenschaftlicher Assistent. Seit 2001 ist er Professor für Volkswirtschaftslehre an der TU Dresden und seit 2004 Leiter der Niederlassung des ifo Instituts in Dresden. Er ist seit 2019 Vorsitzender des Wissenschaftlichen Beirats beim Bundesministerium der Finanzen.

## Forschung
Thums Forschungsschwerpunkte sind die Politische Ökonomie, Finanzwissenschaften, der Arbeitsmarkt und Demografie. In der Datenbank RePEc ist er laut IDEAS unter den top 5 % der Autoren.

## Privates
Thum ist verheiratet und hat drei Kinder.

## Mitgliedschaften
- CESifo Research Fellow (seit 1999)
- Mitglied Ausschuss für Finanzwissenschaften des Vereins für Socialpolitik (seit 2002)
- Vorsitzender der Expertengruppe für demografischen Wandel in Sachsen (2005–2006)
- Mitglied des Wissenschaftlichen Beirats beim Bundesministerium der Finanzen (seit 2007; 2015–2018 stellvertretender Vorsitzender; seit 2019 Vorsitzender)
- Mitglied der Expertengruppe für Demografie des Bundesinnenministeriums (2010–2012)
- Mitglied des Beirats von Population Europe (seit 2012)
- Mitglied der Arbeitsgruppe „Urban Development“ der Sächsischen Akademie der Wissenschaften (seit 2013)
- Mitglied des Beirats des Centrums für Nah- und Mittelost-Studien der Philipps-Universität Marburg[7]
- Mitglied der von der Bundesregierung eingesetzten Kommission „30 Jahre Friedliche Revolution und Deutsche Einheit“ (2019–2020)[8]

## Ehrungen
- 2005: Wissenschaftspreis der Gesellschaft zur Förderung der wirtschaftswissenschaftlichen Forschung (Freunde des ifo Instituts) e. V.
- 2010: 2010 Standard Life Prize des European Corporate Governance Institute[7]